# Линия МЦД-3
Линия МЦД-3 (также — Ленингра́дско-Каза́нский диаметр или Третий диаметр) — третья линия Московских центральных диаметров, запущенная 17 августа 2023 года в соответствии с планом-графиком развития центрального транспортного узла.
Маршрут, связывающий Зеленоградский административный округ Москвы и подмосковный город Раменское, пролегая через территории Москвы и Московской области, посредством Митьковской соединительной ветви соединяет Ленинградское направление Октябрьской железной дороги, а также Казанское (до станции Люберцы I) и Рязанское направления Московской железной дороги. Таким образом, МЦД-3 соединяет центр Москвы с районами на севере, северо-западе и юго-востоке города. Маршрут имеет длину 85 километров и насчитывает 39 (в перспективе 42) остановочных пунктов, в том числе 12 (в перспективе 14) остановочных пунктов с пересадкой на станции московского метрополитена, МЦК и железнодорожные платформы радиальных направлений. Время движения электропоезда по маршруту составляет 2 часа 15 минут, интервал движения в час-пик — около 5 минут. На схемах и указателях обозначается кодом  и цветом папайи (красно-рыжим).

## Строительство и реконструкция
23 ноября 2020 года была открыта первая станция, построенная в рамках осуществляемого проекта линии МЦД-3 — Ховрино, что позволило организовать пересадку на Замоскворецкую линию метрополитена.
27 января 2021 года из проекта диаметра был исключён остановочный пункт Алабушево, планировавшийся конечной платформой третьего диаметра. Вместо неё конечной стало Крюково.
7 ноября 2022 года был закрыт остановочный пункт Рижская для строительства одноимённого транспортно-пересадочного узла.
15 апреля 2023 года остановочный пункт Малино был закрыт для проведения работ по реконструкции.
Открытие состоялось 17 августа 2023 года. Так называемая «обкатка» (технический запуск) началась 15 августа и производилась в течение двух дней. За неделю после открытия диаметра 17 августа 2023 совершено более 2 миллионов поездок. Ко 2 сентября 2023 года совершено 4,1 миллиона поездок. По состоянию на 9 октября 2023 года перевезено 17 миллионов пассажиров. За полгода с открытия было перевезено более 60 миллионов пассажиров.
2 августа 2024 года открылась станция Митьково. Её открытие позволило организовать пересадку на Сокольническую и Большую кольцевую линии метрополитена.

## Перспективы
- Планируется перенос и реконструкция станции Петровско-Разумовская с созданием пересадки на строящуюся станцию Петровско-Разумовская линии МЦД-1[15].
- В 2026 году после реконструкции планируется открыть станцию Малино[16].
- В 2027 году после реконструкции планируется открыть станцию Рижская[16].
- В перспективе планируется открыть станцию Монумент, строительство которой начнётся в 2026 году[17].

## Подвижной состав
| Тип электропоезда             | Количество вагонов в составе | Годы                                                     |
| ----------------------------- | ---------------------------- | -------------------------------------------------------- |
| Обслуживающие маршрут МЦД-3   |                              |                                                          |
| ЭГЭ2Тв «Иволга» (версия 3.0)  | 11                           | 2023—н. в.                                               |
| ЭГЭ2Тв «Иволга» (версия 4.0)  | 11                           | 2024—н. в.                                               |
| ЭП2Д                          | 11                           | 2023—2024 (в настоящее время — только подменные составы) |
| Обслуживающие другие маршруты |                              |                                                          |
| ЭП2Д                          | 11                           | 2023—н. в.                                               |
| ЭТ2М                          | 12                           | 2023—н. в.                                               |
| ЭД2Т                          | 11                           | 2023                                                     |
| ЭД4М                          | 11                           | 2023—2024 (ЦППК) 2023—н. в. (РЖД)                        |
| ЭС2Г «Ласточка»               | 5+5, 10                      | 2023—н. в.                                               |

К 17 декабря 2024 года поезда на маршрутах дальнего пригорода были обновлены.

## Станции
Курсивом выделены строящиеся линии и станции.
|        | Название платформы Прежние названия | Дата открытия платформы | Дата открытия в составе МЦД | Пере- садки | Координаты | Вид станции |
| ------ | ----------------------------------- | ----------------------- | --------------------------- | ----------- | ---------- | ----------- |
| @D3 01 | Зеленоград-Крюково                  | 1851                    | 17 августа 2023             |             |            |             |
| @D3 02 | Фирсановская                        | 1893                    | 17 августа 2023             |             |            |             |
| @D3 03 | Сходня                              | 1874                    | 17 августа 2023             |             |            |             |
| @D3 04 | Подрезково                          | 1916                    | 17 августа 2023             |             |            |             |
| @D3 05 | Новоподрезково                      | 1958                    | 17 августа 2023             |             |            |             |
| @D3 06 | Молжаниново                         | 1932                    | 17 августа 2023             |             |            |             |
| @D3 07 | Химки                               | 1851                    | 17 августа 2023             |             |            |             |
| @D3 08 | Левобережная                        | 1938                    | 17 августа 2023             |             |            |             |
| @D3 09 | Ховрино                             | 23 ноября 2020          | 17 августа 2023             | 02          |            |             |
| @D3 10 | Грачёвская                          | 1893                    | 17 августа 2023             |             |            |             |
| @D3 11 | Моссельмаш                          | 1949                    | 17 августа 2023             |             |            |             |
| @D3 12 | Лихоборы                            | 1946                    | 17 августа 2023             | 14          |            |             |
| @D3 13 | Петровско-Разумовская               | 1874                    | 17 августа 2023             | 09 10       |            |             |
| @D3 14 | Останкино                           | 1915                    | 17 августа 2023             | 10          |            |             |
| @D3 15 | Митьково                            | 2 августа 2024          | 2 августа 2024              | 01 11       |            |             |
| @D3 15 | Электрозаводская                    | 1949                    | 17 августа 2023             | 03 11       |            |             |
| @D3 16 | Сортировочная                       | 1909                    | 17 августа 2023             |             |            |             |
| @D3 17 | Авиамоторная                        | 1942                    | 17 августа 2023             | 08 11       |            |             |
| @D3 18 | Андроновка                          | 1932                    | 17 августа 2023             | 14          |            |             |
| @D3 19 | Перово                              | 1862                    | 17 августа 2023             | D4          |            |             |
| @D3 20 | Плющево                             | 1894                    | 17 августа 2023             |             |            |             |
| @D3 21 | Вешняки                             | 1879                    | 17 августа 2023             | 07          |            |             |
| @D3 22 | Выхино                              | 31 декабря 1966         | 17 августа 2023             | 07          |            |             |
| @D3 23 | Косино                              | 1894                    | 17 августа 2023             | 07 15       |            |             |
| @D3 24 | Ухтомская                           | 1898                    | 17 августа 2023             |             |            |             |
| @D3 25 | Люберцы                             | 1862                    | 17 августа 2023             |             |            |             |
| @D3 26 | Панки                               | 1929                    | 17 августа 2023             |             |            |             |
| @D3 27 | Томилино                            | 1898                    | 17 августа 2023             |             |            |             |
| @D3 28 | Красково                            | 1902                    | 17 августа 2023             |             |            |             |
| @D3 29 | Малаховка                           | 1891                    | 17 августа 2023             |             |            |             |
| @D3 30 | Удельная                            | 1893                    | 17 августа 2023             |             |            |             |
| @D3 31 | Быково                              | 1862                    | 17 августа 2023             |             |            |             |
| @D3 32 | Ильинская                           | 1900                    | 17 августа 2023             |             |            |             |
| @D3 33 | Отдых                               | 1932                    | 17 августа 2023             |             |            |             |
| @D3 34 | Кратово                             | 1899                    | 17 августа 2023             |             |            |             |
| @D3 35 | Есенинская                          | 1930                    | 17 августа 2023             |             |            |             |
| @D3 36 | Фабричная                           | 1936                    | 17 августа 2023             |             |            |             |
| @D3 37 | Раменское                           | 1862                    | 17 августа 2023             |             |            |             |
| @D3 38 | Ипподром                            | 1931                    | 17 августа 2023             |             |            |             |

## Инциденты
- 15 августа 2023 года пригородный электропоезд, следовавший по маршруту Тверь — Москва, вместо запланированного окончания маршрута на Ленинградском вокзале проехал дальше на Электрозаводскую[23][24].
- 20 сентября 2023 года из-за пережога контактного провода электропоезд «Иволга» совершил вынужденную стоянку между остановками Люберцы I и Панки длительностью 3 часа[25].
- 27 июня 2024 года в 13:33 на станции Кратово расцепились вагоны поезда «Иволга», ехавшего из Раменского в Москву. Судя по кадрам очевидцев с места происшествия, порвалась резиновая «гармошка», соединявшая вагоны[26].